# Кеда Марина Костянтинівна
Марина Костянтинівна Кеда (нар. 23 жовтня 1975, Чернігів) — кандидат історичних наук, доцент кафедри всесвітньої історії, заступник директора НН інституту історії, етнології та правознавства імені О. М. Лазаревського Чернігівського національного педагогічного університету імені Т. Г. Шевченка з наукової роботи та міжнародних зв'язків.
З 2010 р. — голова міського історичного клубу «Геродот», який діє на базі Навчально-наукового інституту історії, етнології та правознавства імені О. М. Лазаревського Чернігівського національного педагогічного університету імені Т. Г. Шевченка.
Голова редакційної колегії збірника студентських наукових праць Juvenia Studia.

## Освіта
Освіта вища. Має науковий ступінь кандидата історичних наук.
У 1993 році закінчила загальноосвітню школу І-ІІІ ступенів № 3 Чернігова. З 1993 по 1998 роки навчалася в Чернігівському національному педагогічному університеті імені Т. Г. Шевченка за спеціальністю «Історія та англійська мова». З 1999 по 2005 рік навчалася в аспірантурі Чернігівського державного педагогічного університету імені Т. Г. Шевченка.
У 2006 році захистила кандидатську дисертацію за спеціальністю «07.00.06 — історіографія, джерелознавство та спеціальні історичні дисципліни» на тему «Михайло Назарович Петров (1826—1887) та його внесок в історичну науку» (науковий керівник д.і.н., проф. Дятлов В. О.).

## Професійна діяльність
З 1998 по 1999 рр. працювала лаборантом кафедри англійської філології Чернігівського державного педагогічного університету імені Т. Г. Шевченка. З 2005 р. — асистент/старший викладач/доцент кафедри всесвітньої історії історичного факультету Чернігівського державного педагогічного університету імені Т. Г. Шевченка. З 2010 р. — заступник директора з наукової роботи, а з 2015 р. працює заступником директора з наукової роботи та міжнародних зв'язків Інституту історії, етнології та правознавства імені О. М. Лазаревського Чернігівського національного педагогічного університету імені Т. Г. Шевченка.
З 2015 р. — очолює проект «The Concept of Europe» програми Європейського Союзу Erasmus+.

## Наукова діяльність
Має понад 20 наукових публікацій. Серед них найбільш відомі:
1. Кеда М. К. Проблеми медієвістики в творчій спадщині М. Петрова (1826—1887) / М. К. Кеда // Вісник Східноукраїнського національного університету. — 2001. — № 4 (38). — С. 8–88.
2. Кеда М. К. Історія Реформації XVI ст. у висвітленні М. Петрова / М. К. Кеда // Вісник Чернігівського державного педагогічного університету. — Серія: Історичні науки. — Чернігів, 2002. — Випуск 15. — № 1. — С. 47–51.
3. Кеда М. К. М. Петров і його нарис новітньої європейської історіографії / М. К. Кеда //Сіверянський літопис. — 2003. — № 1. — С. 125—131.
4. Кеда М. К. Михайло Петров — професор-новатор: до розвитку методики викладання історії / М. К. Кеда //Мандрівець. — 2005. — № 4. — С. 40– 45.
5. Кеда М. К. Зі спадщини Михайла Петрова / М. К. Кеда // Вісник Чернігівського державного педагогічного університету імені Т. Г. Шевченка. — Серія Історичні науки. — Чернігів, 2006. — Вип. 33. — № 3. — С. 97–101.
6. Кеда М. К. Вивчення історії Нового часу в українських університетах ХІХ ст. / М. К. Кеда // Вісник Чернігівського державного педагогічного університету імені Т. Г. Шевченка.. Серія: Історичні науки. — 2009. — Випуск 73. — № 6. — 154—159.
7. Кеда М. К. Становлення новістичних студій В. Піскорського: проблеми падіння Флорентійської республіки / М. К. Кеда // Родинний архів як сторінка вітчизняної історії: матеріали наук. конф. [присвяченої пам'яті доктора всесвітньої історії, члена історичного товариства Франції, члена-кореспондента Барселонської академії наук, професора В. К. Піскорського (03.08.1867 — 10.08.1910)], (Київ, 14 –15 жовт. 2010 р.) / НАН України, Інститут української археографії та джерелознавства ім.. М. С. Грушевського НАН України [та ін.] — Чернігів: ЧНПУ, 2011. — С. 93–109.
8. Кеда М. К. Практикум з історії Середніх віків країн Європи та Америки: Навч.-метод. посіб. для студентів пед. вишів / М. К. Кеда. — Чернігів: Вид. Лозовий В. М., 2011. — 264 с.
9. Кеда М. К. «За Веру, Царя и Отечество»: образ власти в условиях войны / М. К. Кеда // Российская империя в исторической ретроспективе. — Белгород: Изд-во «ГиК», 2013. — Выпуск VIII. — С. 68–72.
10. Кеда М. К. Концепт Європи на сторінках часопису «Вера и Жизнь» / М. К. Кеда // Вісник Чернігівського національного педагогічного університету імені Т. Г. Шевченка. — Чернігів, 2012. — Вип. 106.– С. 149—155.
11. Кеда М. К. Основні результати науково-дослідної роботи Інституту історії, етнології та правознавства імені О. М. Лазаревського за 2011 р. / М. К. Кеда // Вісник ЧНПУ. — Чернігів, 2012. — Вип. 106. — С. 229—331.
12. Дятлов В. А., Кеда М. К. Итальянская тема в творческом наследии В. К. Пискорского // Піскорський В. К. Флорентійський збірник / [упорядники: Кеда М. К., Новікова О. О., Пічугіна І. С.]. — К.; М.; Чернігів: ИВИ РАН, 2013. — С. 19–35.
13. Кеда М. К. Міф Європи: труднощі ментальної інтеграції / М. К. Кеда // Європейська інтеграція: Історія, сьогодення, перспективи: Міжнародна науково-практична конференція (м. Львів, 15-16 квітня 2015 р.): тези доповідей та наукових есе. — Львів, 2015. — С. 56 — 57.
14. Дятлов В. А., Кеда М. К. Образы западноевропейских стран в церковной публицистике накануне и во время Первой мировой войны. Региональный аспект / Дятлов В. А., Кеда М. К. // Вопросы германской истории. — 2015. — С. 154—166.

М. К. Кеда була упорядником видань:
1. Піскорський В. К. Флорентійський збірник / [упорядники: Кеда М. К., Новікова О. О., Пічугіна І. С.]. — К.; М.; Чернігів: ИВИ РАН, 2013. — 372 с.
2. Кандидати і доктори наук — випускники історичного факультету: Довідник / [упорядники: Коваленко О. Б., Кеда М. К., Рахно О. Я.; Інститут історії, етнології та правознавства імені О. М. Лазаревського Чернігівського національного педагогічного університету імені Т. Г. Шевченка]. — Чернігів: Видавець Лозовий В. М., 2013. — 68 с.